# Kettingreactie

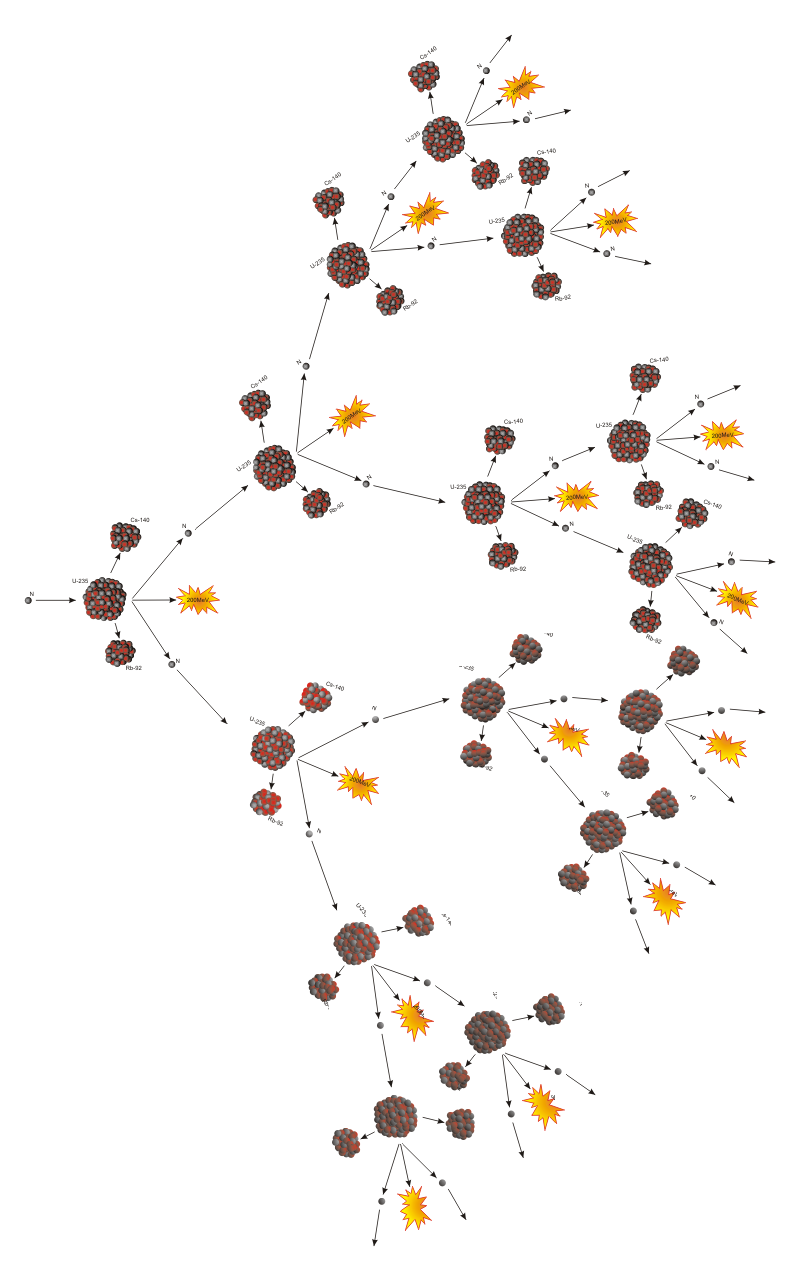
Kettingreactie

Een kettingreactie of domino-effect is een serie overeenkomstige gebeurtenissen waarin iedere gebeurtenis door een vorige wordt mogelijk gemaakt of veroorzaakt. De eerste term refereert aan het feit dat trekken aan de eerste schakel van een ketting tot gevolg heeft dat die aan de volgende schakel gaat trekken, enzovoort. De tweede term refereert aan het feit dat bij een rij strategisch geplaatste dominostenen het omvallen (al of niet per ongeluk) van de eerste, het successievelijk omvallen van de overige veroorzaakt. De termen worden ook gebruikt bij (tijdelijk) een min of meer exponentiële toename.
- In de natuurkunde wordt vaak meer specifiek de nucleaire kettingreactie bedoeld waarin de neutronen die bij een kernreactie vrijkomen zelf weer nieuwe kernreacties veroorzaken, in het bijzonder als zo gedurende een reeks van opeenvolgende reacties een kernreactie gemiddeld minstens één nieuwe zelfde kernreactie veroorzaakt. Het is het principe van de kernreactor en, als een kernreactie gemiddeld meer dan één nieuwe veroorzaakt, de atoombom.
- In de scheikunde kan men denken aan veel polymerisatiereacties waarbij een macromolecuul langer wordt door het steeds er weer bij aanrijgen van een nieuw molecuul monomeer.
- Bij een chemisch proces waarvoor een voldoend hoge temperatuur nodig is wordt soms warmte geproduceerd die de hoge temperatuur in stand houdt (brand, explosie).
- In de biologie kan een kettingreactie optreden bij het uitsterven van een sleutelsoort, een fenomeen bekend als co-extinctie.
- Celdeling produceert cellen die ook weer kunnen delen. In een individu maakt dit groei en herstel mogelijk, maar ook toename van kankercellen. Voortplanting leidt tot nieuwe individuen die zich vaak ook weer voortplanten.
- Een infectie kan zich uitbreiden binnen een individu doordat bacteriën of virussen zich vermenigvuldigen, en over steeds meer individuen doordat de geïnfecteerde zelf weer anderen kan besmetten.

Zodoende heeft één neutron, vonk, gemuteerde cel, bacterie of virusdeeltje, of één besmettelijke patiënt, soms grote gevolgen.